# Ущелье мёртвых (Крит)
Ущелье мёртвых (греч. Φαράγγι των Νεκρών) — небольшой каньон, длиной около 5 километров расположенный в восточной части Крита. Вход в ущелье находится неподалёку от деревни Ано Закрос (греч. Ανω Ζάκρος). Заканчивается ущелье на самом побережье, рядом с пляжем и деревней Като Закрос (греч. Κάτω Ζάκρος).
Название «ущелье мёртвых» берёт свои истоки во времена древней минойской цивилизации (около 2000 лет до н. э.). Ущелье использовалось в качестве огромного кладбища. Даже сейчас в стенах каньона можно найти немало пещер, которые раньше были гробницами.
Сейчас ущелье мёртвых — достаточно известный туристический объект восточного Крита. Также интерес к нему подогревают развалины минойского дворца у самого выхода из пещеры около руин древнего поселения Закрос. По дну ущелья пролегает каменистое русло реки, которое заполняется водой только зимой, в период дождей.